# マヤ・トカルスカ
マヤ・トカルスカ（Maja Tokarska、1991年2月22日 - ）は、ポーランドの女子バレーボール選手。ポジションはミドルブロッカー。ポーランド代表。

## 来歴
2009年、ポーランド代表に初選出される。2012年から本格的に代表でプレーしている。2013年のワールドグランプリではレギュラーとして活躍した。
2016年には、久光製薬スプリングスでプレーした。

## 球歴
- 欧州選手権 - 2013年
- ワールドグランプリ - 2012年、2013年、2014年

## 所属クラブ
- Gedania Gdańsk（2008-2009年）
- PTPSピワ（2009-2010年）
- インペル・ヴロツワフ（2010-2011年）
- アトム・トレフル・ソポト（2011-2012年）
- MKSドンブロヴァ・グルニチャ（2012-2013年）
- AGILバレー（2013-2014年）
- アトム・トレフル・ソポト（2014-2016年）
- 久光製薬スプリングス （2016-2017年）
- ベシクタシュ（2017-2018年）
- KSディヴェロプレス・ジェシュフ（2018-2019年）
- レギオノヴィア・レギオノヴォ（2019-2022年）